# Vasko Popa
Vasko (Vasile) Popa (szerbül: Васко Попа) (Gerebenc, 1922. június 29. – Belgrád, 1991. január 5.) román származású szerb költő. A 20. század legismertebb és legtöbbet fordított jugoszláv költője. Feszes modernista stílusa inkább a francia szürrealizmus, a szerb néphagyományok és a két világháború közötti hagyományos szerb költészet hatását viselte, mint a második világháború után Kelet-Európában domináns szocialista realizmusét.

## Pályafutása
Születésekor a bánsági Gerebenc az újonnan létrejött Szerb–Horvát–Szlovén Királyság része volt. A második világháború alatt egy partizáncsoport tagjaként harcolt. A háborút után Bécsben és Bukarestben tanult, majd a Belgrádi Egyetem Filozófiai Karán diplomázott 1949-ben. Ezt követően szerkesztőként helyezkedett el a fővárosban.
Első nagy versgyűjteményét 1953-ban publikálta Kéreg (Kora) címen. További jelentős művei közé tartozik a Nyughatatlan mező (Nepocin-polje) (1956), a Mellékes ég (Sporedno nebo) (1968), az Uspravna zemlja (1972), a Vučja so (1975 és a szerb népi irodalom Od zlata jabuka címen 1958-ban kiadott antológiája.

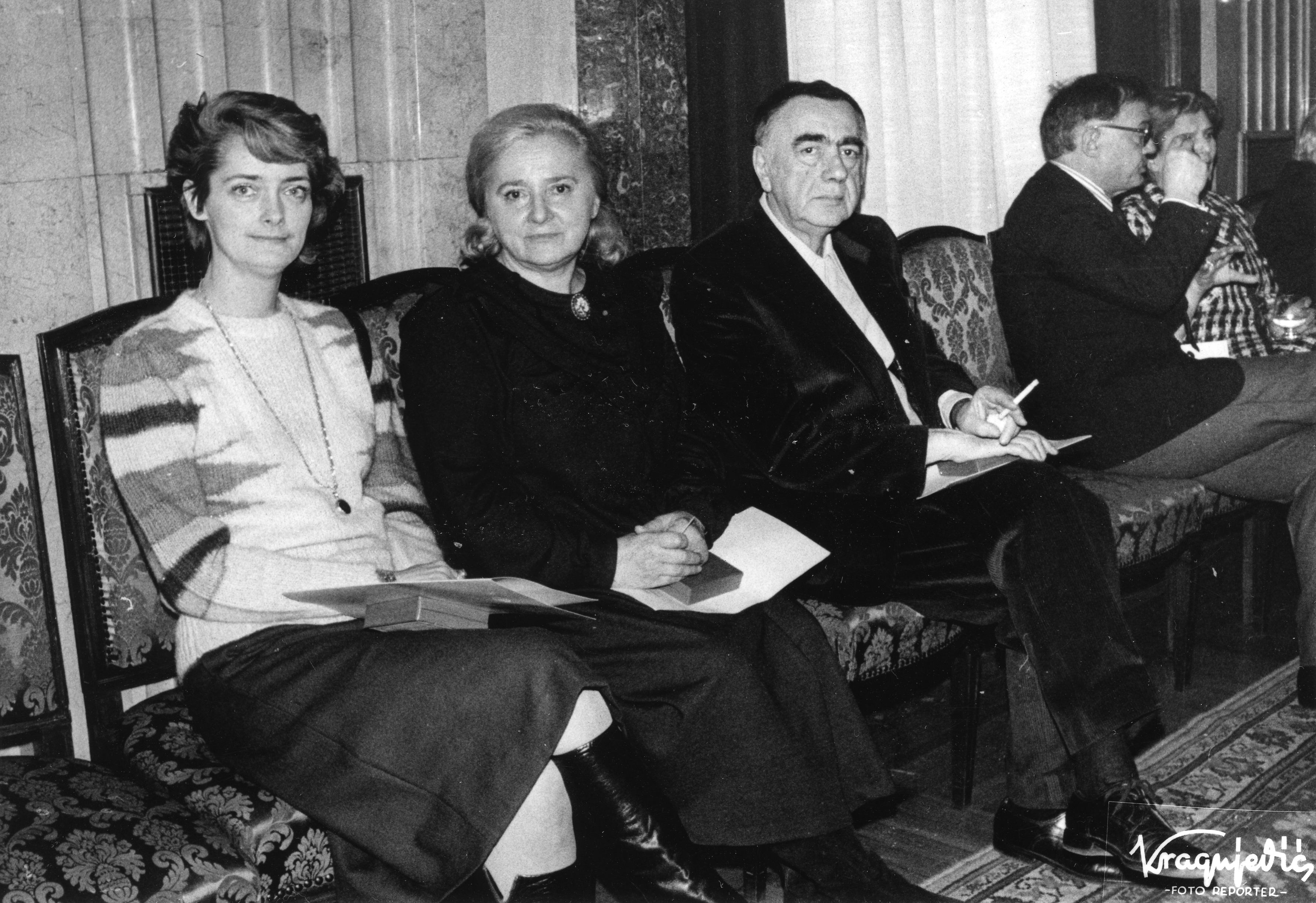
Vasko Popa Tanja Kragujević és Mira Alečković társaságában 1984-ben

Verseskötetei 1959-ben jelentek meg először francia, 1960-ban lengyel, 1961-ben német, 1964-ben cseh, 1965-ben román fordításban. 1963-ban Újvidéken egy kétnyelvű, szerb–magyar válogatás jelent meg; az első magyarországi kiadás Weöres Sándor fordításában 1968-ban jelent meg az Európa Könyvkiadónál.

## Művei
- Kéreg (Kora), 1953
- Nyughatatlan mező (Nepočin polje), 1965
- Mellékes ég (Sporedno nebo), 1968
- Uspravna zemlja, 1972
- Vučja so, 1975
- Kuća nasred druma, 1975
- Živo meso, 1975
- Rez, 1981
- Gvozdeni sad, befejezetlen

## Magyarul
- Kéreg; összeáll. Pap József, utószó Midorag Pavlović, ford. Brasnyó István, Dési Ábel; Forum Könyvkiadó, Újvidék, 1963
- Ostromlott derű; vál. Vujicsics D. Sztoján, ford., utószó Weöres Sándor; Európa, Budapest, 1968
- A kis doboz. Forum Könyvkiadó, Újvidék, 1987